# Sacerdócio na Igreja Católica
O sacerdócio é o ofício dos ministros da religião, que foram comissionados ("ordenados") com as ordens sagradas da Igreja Católica. Tecnicamente, os bispos também são uma ordem sacerdotal; no entanto, em termos leigos, padre refere-se apenas a presbíteros e pastores (párocos). A doutrina da igreja também às vezes se refere a todos os membros batizados (leigos) como o "sacerdócio comum", que pode ser confundido com o sacerdócio ministerial do clero consagrado.
A igreja tem regras diferentes para os padres na Igreja Latina — a maior igreja particular católica — e nas 23 Igrejas Orientais Católicas. Notavelmente, os padres da Igreja Latina devem fazer um voto de celibato, enquanto a maioria das Igrejas Católicas Orientais permite que homens casados sejam ordenados. Os diáconos são homens e geralmente pertencem ao clero diocesano, mas, ao contrário de quase todos os padres da Igreja Latina (católica ocidental) e de todos os bispos do catolicismo oriental ou ocidental, eles podem se casar como leigos antes de sua ordenação como clero. O sacerdócio está aberto apenas aos homens; as mulheres são excluídas. A Igreja Católica ensina que quando um homem participa do sacerdócio após o Sacramento da Ordem, ele age in persona Christi Capitis, representando a pessoa de Cristo.
Ao contrário do uso em inglês, "as palavras latinas sacerdos e sacerdotium são usadas para se referir em geral ao sacerdócio ministerial compartilhado por bispos e presbíteros. As palavras presbyter, presbyterium e presbyteratus referem-se a padres no uso inglês da palavra ou presbíteros". De acordo com o Anuário Pontifício de 2016, em 31 de dezembro de 2014, havia 415.792 padres católicos em todo o mundo, incluindo padres diocesanos e padres nas ordens religiosas. Um padre do clero regular é comumente chamado com o título de "Padre" (abreviado para Pe., na Igreja Católica e em algumas outras igrejas cristãs).
Os católicos que vivem uma vida consagrada ou monasticismo incluem tanto os ordenados quanto os não ordenados. Os institutos de vida consagrada, ou monges, podem ser diáconos, sacerdotes, bispos ou membros não ordenados de uma ordem religiosa. Os não ordenados nestas ordens não devem ser considerados leigos em sentido estrito — eles fazem certos votos e não são livres para se casar depois de terem feito a profissão solene dos votos. Todas as religiosas femininas não são ordenadas; podem ser irmãs que vivem em algum grau de atividade em estado comunal, ou freiras que vivem em claustro ou algum outro tipo de isolamento. Os membros masculinos das ordens religiosas, quer vivam em comunidades monásticas ou clausuradas isoladamente, e que sejam ordenados sacerdotes ou diáconos, constituem o que se chama clero religioso ou regular, distinto do clero diocesano ou secular. Os sacerdotes ou diáconos ordenados que não são membros de algum tipo de ordem religiosa (sacerdotes seculares) costumam servir como clero em uma igreja específica ou em um ofício de uma diocese específica ou em Roma.

## Teologia do sacerdócio

### Páscoa e Cristo

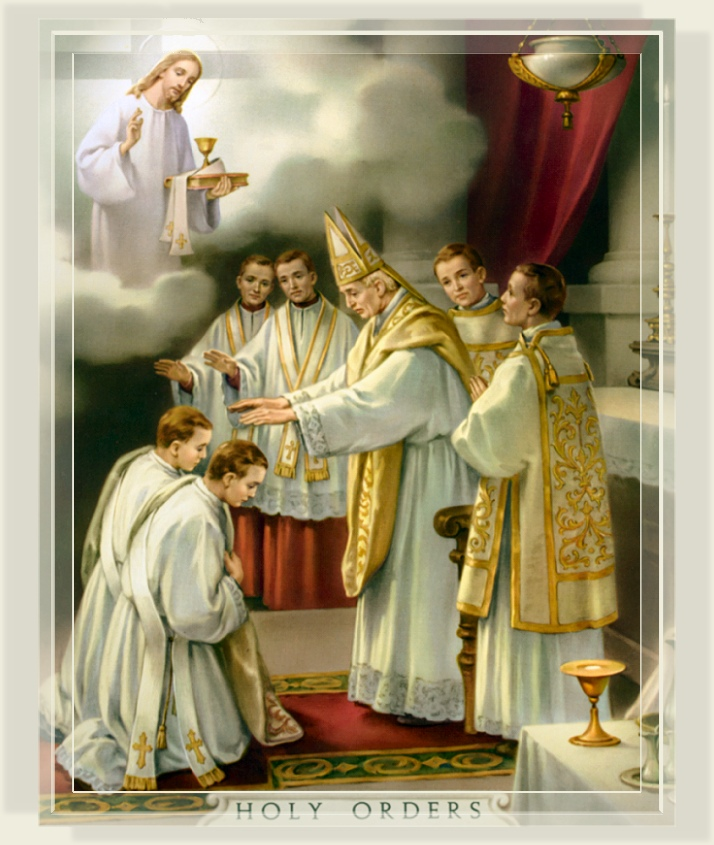
Ordenação ao sacerdócio (Igreja Latina); cartão devocional, 1925

A teologia do sacerdócio católico está enraizada no sacerdócio de Cristo e, até certo ponto, também compartilha elementos do antigo sacerdócio hebraico. Um sacerdote é aquele que preside um sacrifício e oferece esse sacrifício e orações a Deus em favor dos crentes. O sacerdócio judaico que funcionava no templo em Jerusalém oferecia sacrifícios de animais em várias épocas do ano por várias razões.
Na teologia cristã, Jesus é o Cordeiro fornecido pelo próprio Deus como sacrifício pelos pecados do mundo. Antes de sua morte na cruz, Jesus celebrou a Páscoa com seus discípulos (a Última Ceia) e ofereceu bênçãos sobre o pão e o vinho respectivamente, dizendo: “Tomai e comei. Este é o meu corpo" e "Bebam disto todos vós, porque isto é o meu sangue, o sangue da aliança, derramado para remissão dos pecados". (Mateus 26:26–28 Bíblia de Jerusalém). No dia seguinte, o corpo e o sangue de Cristo foram visivelmente sacrificados na cruz.
Os católicos acreditam que é este mesmo corpo, sacrificado na cruz e ressuscitado ao terceiro dia e unido à divindade, alma e sangue de Cristo que se faz presente na oferta de cada sacrifício eucarístico que se chama Eucaristia. No entanto, o catolicismo acredita que a transubstanciação e a doutrina da presença real de Cristo na Eucaristia envolve uma mudança material nas características 'acidentais': ou seja, em circunstâncias normais, a análise científica dos elementos eucarísticos indicaria as propriedades físico-materiais do vinho e pão.
Assim, os sacerdotes católicos, ao celebrarem a Eucaristia, unem cada oferta dos elementos eucarísticos em união com o sacrifício de Cristo. Através da celebração da Santa Eucaristia, eles tornam presente o único sacrifício eterno de Cristo na cruz.
O catolicismo ensina que Cristo é sacrificado repetidamente em cada liturgia/missa (como decretos no Concílio de Trento) mas que "o sacrifício de Cristo e o sacrifício da Eucaristia são um único sacrifício", enquanto que o conceito judaico de memorial afirma "[…] o memorial não é meramente uma recordação de eventos passados […] estes eventos tornam-se de certa forma presentes e reais" e assim "[…] o sacrifício que Cristo ofereceu de uma vez por todas na cruz permanece sempre presente." Apropriadamente falando, na teologia católica, como expressa São Tomás de Aquino, "Somente Cristo é o verdadeiro sacerdote, sendo os outros apenas seus ministros". Assim, o clero católico participa do único e único Sacerdócio de Cristo.

## Educação
O direito canônico da Igreja Católica afirma que o sacerdócio é um estado vocacional sagrado e perpétuo, não apenas uma profissão (que é razão e simbolizado pelo estado de celibato). Existem programas de formação e estudos que visam capacitar o futuro sacerdote a servir eficazmente ao seu ministério. Esses programas são exigidos pelo direito canônico (na Igreja latina, cânones 232–264), que também se refere às Conferências Episcopais para uma regulamentação local mais detalhada. Como regra geral, a educação é extensa e dura pelo menos cinco ou seis anos, dependendo do Programa Nacional de Formação Sacerdotal.
- Nos Estados Unidos, os padres devem ter instrução em nível de graduação em filosofia, além de quatro a cinco anos adicionais de formação de seminário em nível de pós-graduação em teologia. Um Mestre em Divindade é o grau mais comum.
- Na Escócia, há um ano obrigatório de preparação antes de entrar no seminário para um ano dedicado à formação espiritual, seguido de vários anos de estudo.
- Na Europa, Australásia e América do Norte, os seminaristas geralmente se formam com um Mestrado em Divindade ou um Mestrado em Teologia, que é um diploma profissional de quatro anos (em oposição a um Mestrado em Artes, que é um diploma acadêmico). Pelo menos quatro anos de estudos teológicos no seminário maior.[19]
- Na Alemanha e na Áustria, os candidatos a sacerdotes se formam com um diploma acadêmico (Magister theologiae, Diplom-Theologe, Master of Arts em Teologia). O grau dura cinco anos e é precedido por um ano de formação espiritual (mais aprendizagem das línguas antigas) e seguido por dois anos de prática pastoral (durante os quais o candidato é ordenado ao diaconato). Normalmente, os padres passam todo esse tempo em um seminário, exceto um "ano livre".
- Na África, Ásia e América do Sul, os programas são mais flexíveis, sendo desenvolvidos de acordo com a idade e as habilidades acadêmicas dos que se preparam para a ordenação.

Independentemente de onde uma pessoa se prepara para a ordenação, o processo inclui não apenas a formação acadêmica, mas também a formação humana, social, espiritual e pastoral. O propósito da educação do seminário é, em última análise, preparar homens para serem pastores de almas. No final, porém, cada Ordinário individual (como um bispo ou Superior-geral) é responsável pelo chamado oficial ao sacerdócio, e somente um bispo pode ordenar. Qualquer ordenação feita antes do horário normal (antes da conclusão do estudo) deve ter a aprovação explícita do bispo.

## Rito de Ordenação

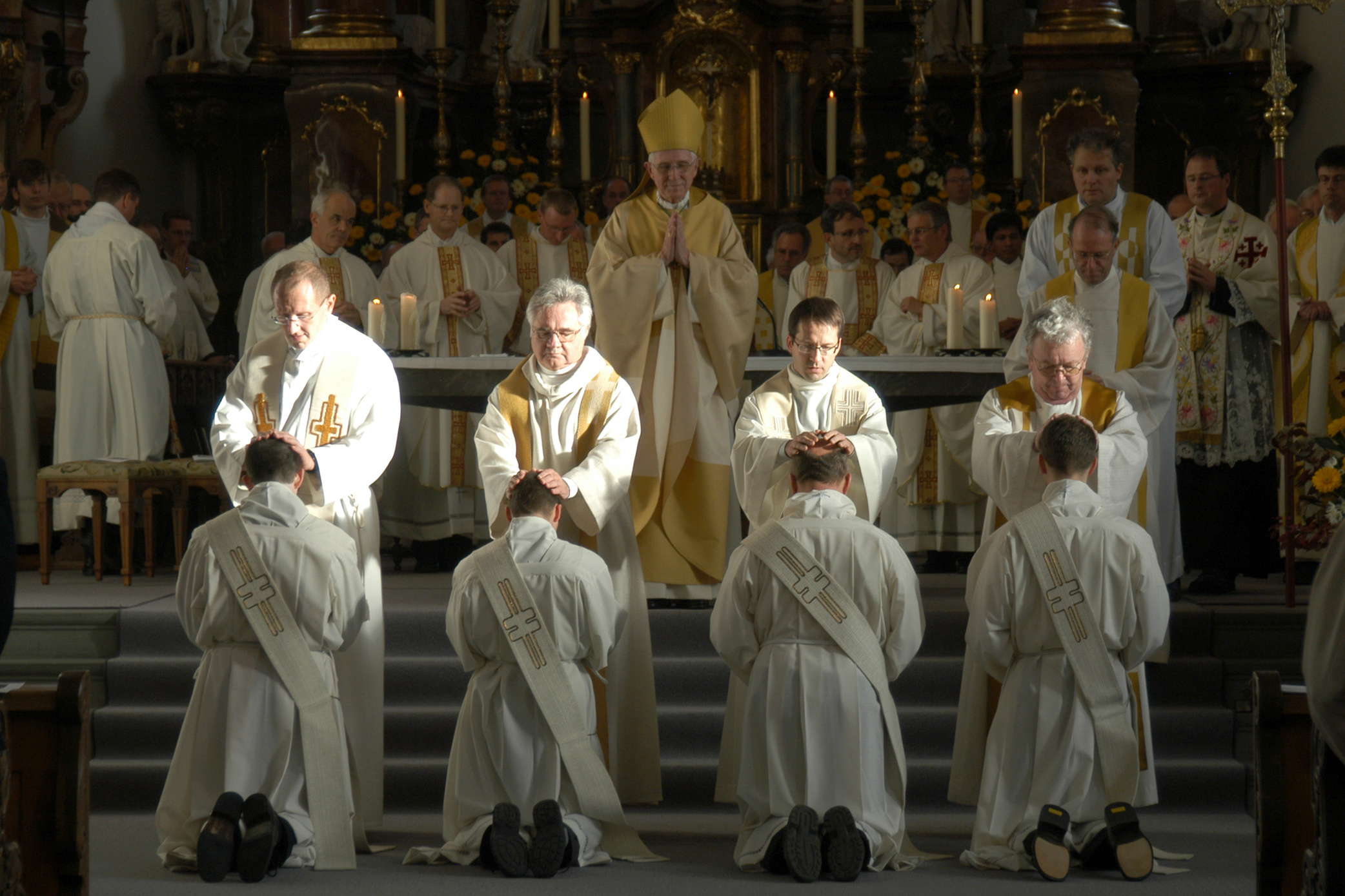
Durante o Rito de Ordenação, depois do bispo, os sacerdotes presentes impõem as mãos sobre os ordenandos

Brasão de um padre católico

O Rito da Ordenação é o que faz de um sacerdote, já tendo sido diácono e sendo o ministro da Ordem um bispo validamente ordenado.
O Rito de Ordenação ocorre no contexto da Santa Missa. Depois de convocados e apresentados à assembleia, os candidatos são interrogados. Cada um promete cumprir diligentemente os deveres do Sacerdócio e respeitar e obedecer ao seu ordinário (bispo ou superior religioso). Em seguida, os candidatos se prostram diante do altar, enquanto os fiéis reunidos se ajoelham e rezam pela ajuda de todos os santos no canto da Ladainha dos Santos. A parte essencial do rito é quando o bispo silenciosamente impõe as mãos sobre cada candidato (seguido por todos os sacerdotes presentes), antes de oferecer a oração consagratória, dirigida a Deus Pai, invocando o poder do Espírito Santo sobre os ordenados. Após a oração consagratória, o recém-ordenado é investido da estola e da casula dos pertencentes ao Sacerdócio Ministerial e, em seguida, o bispo unge suas mãos com o Óleo do Crisma antes de presenteá-lo com o cálice e a patena que usará para presidir a Eucaristia. 

## Celibato clerical

### Cristianismo primitivo
Os primeiros cristãos eram judeus e a tradição judaica sempre considerou o estado casado como mais espiritual do que o estado celibatário. No entanto, algumas tradições cristãs dão maior valor espiritual à castidade. De acordo com a Bíblia, o apóstolo Pedro tinha uma esposa de histórias do Evangelho da sogra de Pedro doente com febre (Mateus 8:14, Marcos 1:29, Lucas 4:38) e da menção de Paulo que Pedro tomou ao lado de uma esposa crente em seu ministério (1 Coríntios 9:5).
Desde seus primórdios, a ideia do celibato clerical tem sido contestada nos tribunais canônicos, na teologia e nas práticas religiosas. O celibato para padres católicos romanos não era obrigatório sob a lei canônica para a igreja universal até o Segundo Concílio de Latrão em 1139.
O Concílio de Elvira na Espanha (c. 305–306) foi o primeiro concílio a exigir o celibato clerical. Em fevereiro de 385, o Papa Sirício escreveu o decreto Directa, que era uma longa carta ao bispo espanhol Himério de Tarragona, respondendo aos pedidos do bispo sobre vários assuntos, que haviam sido enviados vários meses antes ao Papa Dâmaso I. Foi o primeiro de uma série de documentos publicados pelo magistério da Igreja que alegavam origem apostólica para o celibato clerical.

### Após o Grande Cisma
Dentro de um século do Grande Cisma de 1054, as Igrejas do Oriente e do Ocidente chegaram a diferentes disciplinas quanto à abstenção de contato sexual durante o casamento. No Oriente, os candidatos ao sacerdócio podiam se casar com permissão para ter relações sexuais regulares com suas esposas, mas eram obrigados a se abster antes de celebrar a Eucaristia. Uma pessoa solteira, uma vez ordenada, não poderia se casar. Além disso, o Oriente cristão exigia que, antes de se tornar um bispo, um padre se separasse de sua esposa (ela tinha permissão para se opor), com ela tipicamente se tornando uma freira. No Oriente, mais normalmente, os bispos são escolhidos entre os padres que são monges e, portanto, solteiros.
No Ocidente, a lei do celibato tornou-se obrigatória pelo Papa Gregório VII no Sínodo Romano de 1074. Esta lei exigia que, para se tornar um candidato à ordenação, um homem não poderia ser casado. A lei continua em vigor na Igreja latina, embora não para aqueles que são sacerdotes das Igrejas Orientais Católicas, que permanecem sob sua própria disciplina. (Essas Igrejas permaneceram ou entraram em plena comunhão com Roma após o cisma, ao contrário, por exemplo, da Igreja Ortodoxa, que agora está totalmente separada). A questão do celibato obrigatório na Igreja Latina continua a ser debatida. 

## Deveres de um padre católico
Bispos, sacerdotes e diáconos que desejam tornar-se sacerdotes também são obrigados a recitar os ofícios principais e menores da Liturgia das Horas, ou Ofício Divino, diariamente, uma prática que também é seguida por pessoas não ordenadas em alguns ordens religiosas.
Um padre que é um pároco é responsável pela administração de uma paróquia católica, normalmente com uma única igreja dedicada ao culto (e geralmente uma residência próxima), e por cuidar das necessidades espirituais dos católicos que pertencem à paróquia. Isso envolve realizar cerimônias para os sete sacramentos da Igreja Católica e aconselhar as pessoas. Ele pode ser assistido por outros padres e diáconos diocesanos, e serve sob o bispo diocesano local, que é responsável pelas muitas paróquias do território da diocese ou arquidiocese. Em alguns casos, devido à escassez de padres e à despesa de um padre em tempo integral para paróquias despovoadas, uma equipe de padres em solidum pode compartilhar a gestão de várias paróquias.
De acordo com a doutrina católica, um padre ou bispo é necessário para realizar a cerimônia da Eucaristia, confessar, e realizar a Unção dos Enfermos. Os diáconos e os leigos católicos podem distribuir a Sagrada Comunhão depois que um padre ou bispo consagrar o pão e o vinho. Os padres e diáconos normalmente realizam o Batismo, mas qualquer católico pode batizar em circunstâncias extraordinárias. Nos casos em que uma pessoa morre antes da cerimônia de batismo ser realizada, a Igreja Católica também reconhece o batismo de desejo, quando uma pessoa deseja ser batizada, e o batismo de sangue, quando uma pessoa é martirizada por sua fé.
De acordo com a doutrina da Igreja, um padre ou bispo normalmente realiza um Santo Matrimônio, mas um diácono ou leigo pode ser delegado se isso for impraticável e, em caso de emergência, o casal pode realizar a cerimônia sozinho, desde que haja duas testemunhas. (Doutrina da Igreja diz que é o casal realmente conferindo casamento um ao outro, e o padre está apenas ajudando para que isso seja feito corretamente.)

## Igrejas católicas orientais

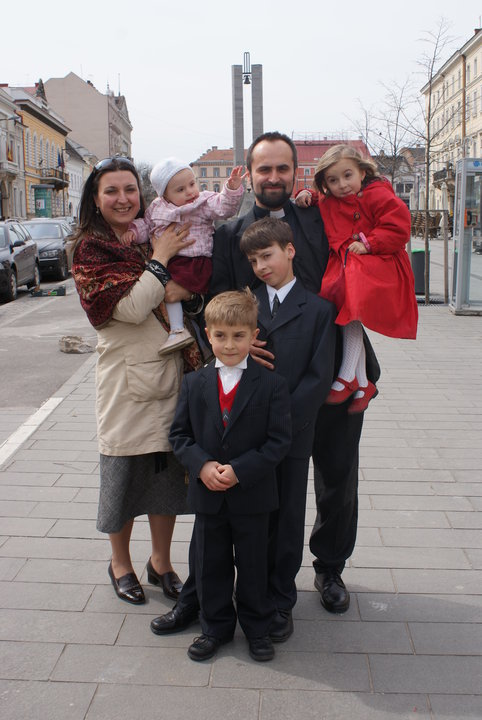
Padre casado católico oriental romeno da Romênia com sua família

A Igreja Católica tem regras diferentes para o sacerdócio nas 23 Igrejas Orientais Católicas daquelas na Igreja Latina. A principal diferença é que a maioria das Igrejas Católicas Orientais ordena homens casados, enquanto a Igreja Latina, com poucas exceções, impõe o celibato clerical obrigatório. Essa questão causou tensão entre os católicos em algumas situações em que as igrejas orientais estabeleceram paróquias em países com populações católicas latinas estabelecidas. Nas Américas e na Austrália, essa tensão levou à proibição de padres católicos orientais casados, que foram derrubados pelo Papa Francisco em 2014.
Nas terras da cristandade oriental, os filhos dos padres muitas vezes se tornavam padres e se casavam dentro de seu grupo social, estabelecendo uma casta hereditária fortemente unida entre algumas comunidades cristãs orientais.

## Demografia
Em todo o mundo, o número de padres permaneceu bastante estável desde 1970, diminuindo em cerca de 5.000. Essa estagnação deve-se a um equilíbrio entre o grande crescimento na África e na Ásia e uma queda significativa na América do Norte e na Europa.